# Puerto de Kanazawa
El Puerto de Kanazawa (金沢港,kanazawa kou) se encuentra en la ciudad de Kanazawa, en la prefectura de Ishikawa, Japón.
Inaugurado en 1970, actualmente tiene servicio constante con los puertos de Busán y Nueva York. Tienen una longitud de puerto de 5188 m (en el año 2000).
- Datos: Q5659260
- Multimedia: Port of Kanazawa / Q5659260